# Today Is Christmas
Today Is Christmas è un album in studio natalizio della cantante country statunitense LeAnn Rimes, pubblicato nel 2015.

## Tracce
1. Today Is Christmas – 3:22
2. We Need a Little Christmas – 3:00
3. That Spirit of Christmas (duetto con Aloe Blacc) – 4:55
4. I Still Believe in Santa Claus – 3:07
5. Holly Jolly Christmas/Frosty the Snowman – 2:12
6. Celebrate Me Home (duetto con Gavin DeGraw) – 4:14
7. Must Be Santa – 2:47
8. Christmas Time Is Here – 1:55
9. The Heartache Can Wait – 3:50
10. Little Drummer Boy – 4:25
11. Joy (God Rest Ye Merry Gentlemen/Angels We Have Heard on High/Hark the Herald Angels Sing) – 4:46
12. Auld Lang Syne – 1:55